# SN 2012ao
SN 2012ao – supernowa typu Ia, odkryta 25 lutego 2012 roku w galaktyce A151642-1438. W momencie odkrycia, miała maksymalną jasność 19,8m.